# 톰 우드
톰 우드(Thomas Mills Wood, 1963년 4월 19일 ~ )는 미국의 배우, 텔레비전 배우이다.
롱비치에서 태어났다.

## 영화
- 투 헬 앤 백 (2000년)
- 도망자 2 (1998년)
- 틴셀타운 (1997년)
- 율리스 골드 (1997년)
- 큰 도둑 작은 도둑 (1995년)
- 레인저 스카우트 (1995년)
- 도망자 (1993년) - 뉴먼 역
- 행복 찾기 (1992년)
- 무적자 (1992년)
- 작은 영웅 (1988년)
- 교수 (1919년)